# Таміка писклива
Та́міка писклива (Cisticola fulvicapilla) — вид горобцеподібних птахів родини тамікових (Cisticolidae). Мешкає в Центральній і Південній Африці.

## Опис
Довжина птаха становить 11 см. Тім'я рудувате, верхня частина тіла сірувато-коричнева, нижня частина тіла білувато-охриста. Очі карі, лапи рожевуваті. Представники південних підвидів C. f. fulvicapilla, C. f. dumicola, C. f. silberbauer мають сіру нижню частину тіла.

## Підвиди
Виділяють дев'ять підвидів:
- C. f. dispar de Sousa, JA, 1887 — від південно-східного Габону до північно-західної Замбії і центральної Анголи;
- C. f. muelleri Alexander, 1899 — від центральної Замбії до Мозамбіку і північно-східного Зімбабве;
- C. f. hallae Benson, 1955 — від південної Анголи і північно-східної Намібії до західного Зімбабве;
- C. f. dexter Clancey, 1971 — від південно-східної Ботсвани до центрального Зімбабве і північного сходу ПАР;
- C. f. ruficapilla (Smith, A, 1842) — центральні райони ПАР;
- C. f. lebombo (Roberts, 1936) — південний Мозамбік і північно-східне узбережжя ПАР;
- C. f. fulvicapilla (Vieillot, 1817) — схід ПАР;
- C. f. dumicola Clancey, 1983 — східне узбережжя ПАР;
- C. f. silberbauer (Roberts, 1919) — південний захід ПАР.

## Поширення і екологія
Пискливі таміки живуть в рідколіссях, в порослих лісом саванах і на плантаціях, однак уникають густих лісів. Вони живуть на висоті до 2500 м над рівнем моря.

## Поведінка
Гніздо кулеподібне з бічним входом, розміщується в чагарниках або в густій траві. В Південній Африці пискливі таміки гніздяться з вересня по березень.

## Галерея

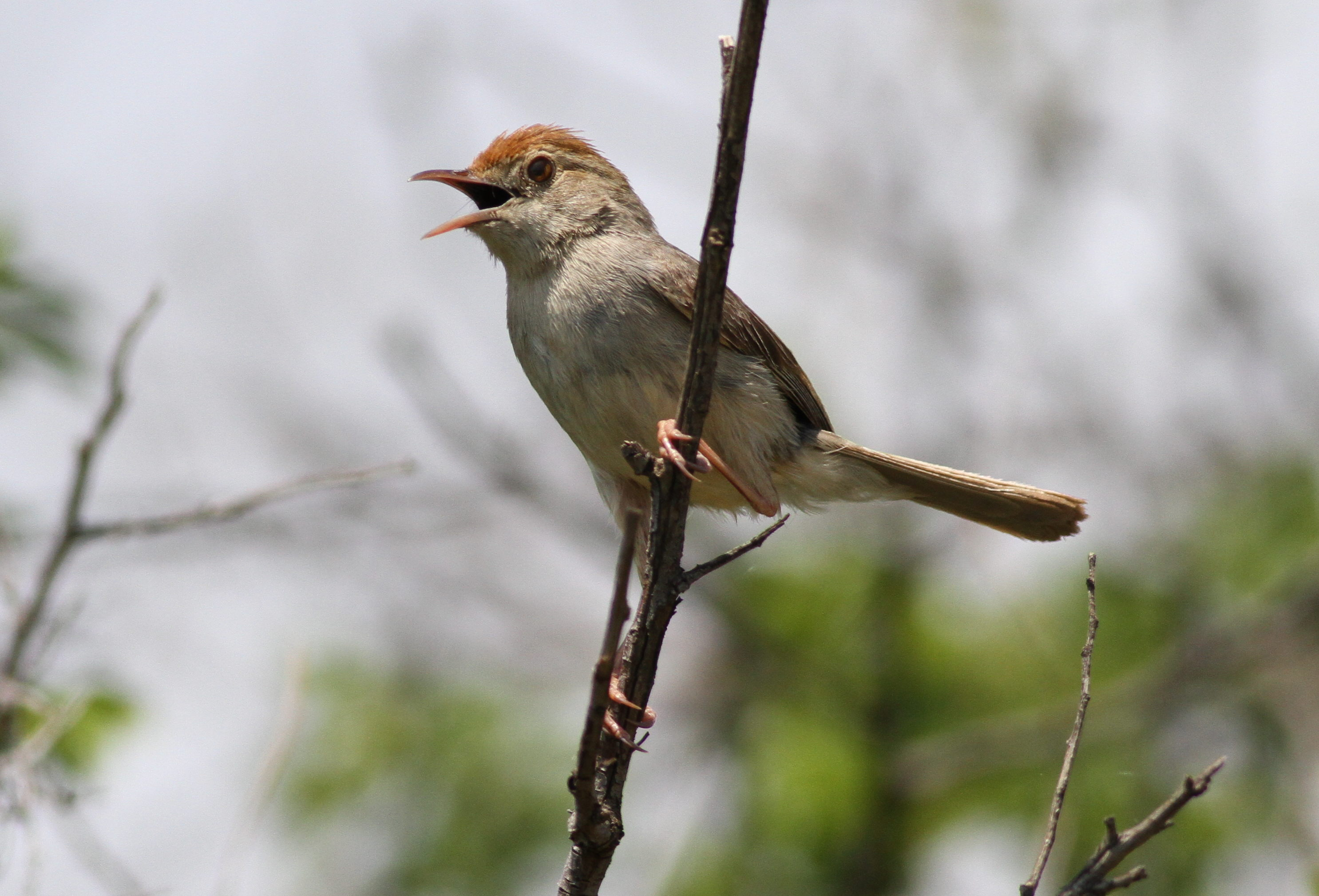
Писклива таміка (підвид C. f. dexter, заповідник Пілансберг, ПАР)
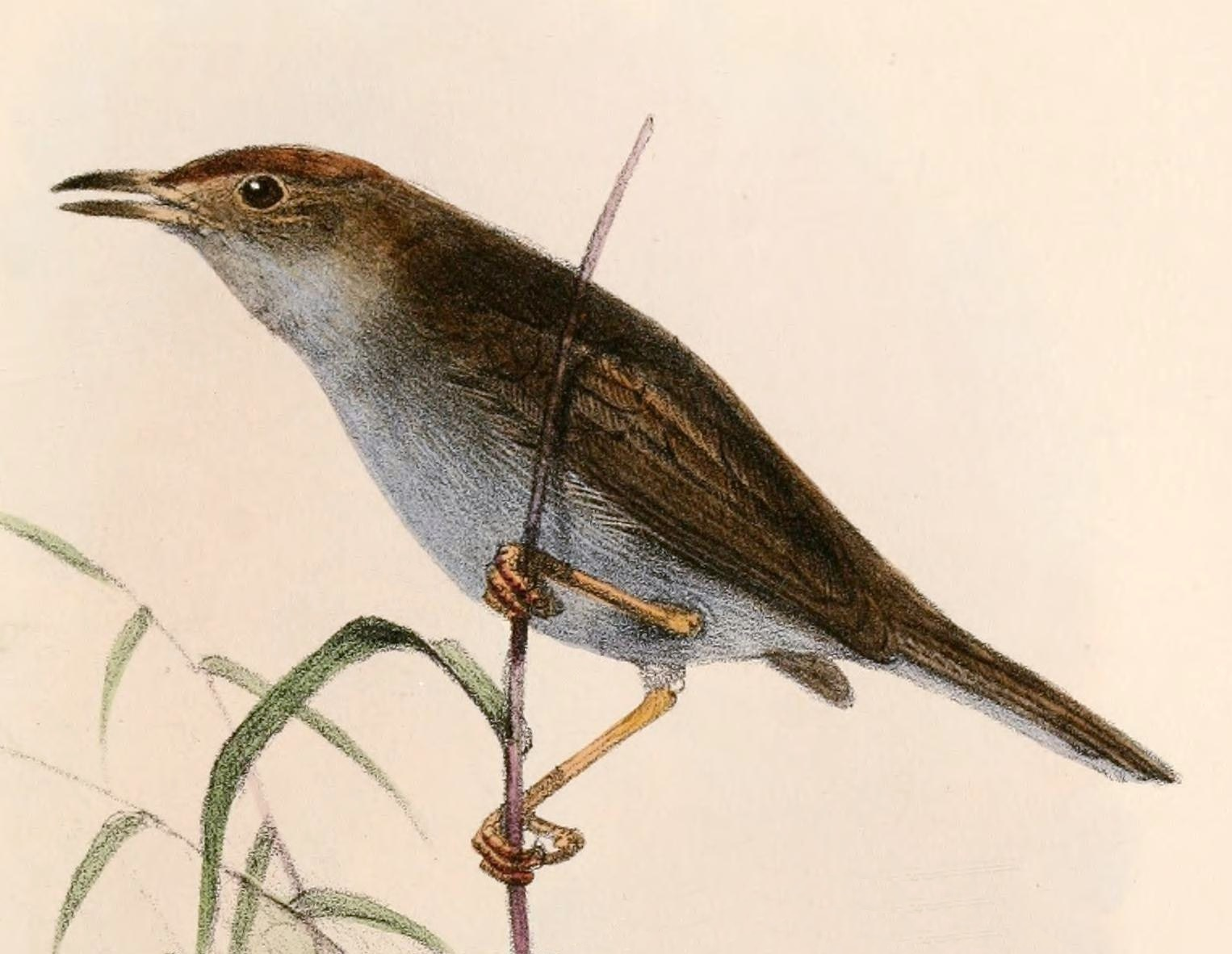
Писклива таміка (підвид C. f. dumicola)